# Uderna (Elva)
Uderna est une localité de la commune d'Elva, en Estonie.
Au 31 décembre 2011, il compte 125 habitants.